# Alexander von Soltwedel
Alexander von Soltwedel (* wohl vor 1240; † ca. 1291) war Ratsherr der Hansestadt Lübeck.

## Leben
Soltwedels Lebensdaten sind unklar und nicht belegt. Er gehörte wohl einer aus Salzwedel stammenden Familie an und wurde Ratsherr in Lübeck. Es steht jedoch fest, dass er kurz vor 1256 gewählt worden sein muss und dass er um das Jahr 1291 verstorben ist. Fehling gibt als Amtszeit 1250–1291 an. Im Rat trat er nach der urkundlichen Überlieferung trotz seiner langen Amtsdauer nicht hervor. 1257 vertrat er die Stadt gegen Ansprüche der Markgrafen Johannes und Otto von Brandenburg, denen Lübeck von König Wilhelm zu Lehen gegeben worden war.

Seine Bedeutung heute erlangte er durch die Lübecker Chronisten. Hermann Korner, aber auch Heinrich Rehbein, machten ihn zum Urheber einer List, mittels welcher Lübeck sich am 1. Mai 1226 von der Herrschaft der Dänen befreite, und zum Anführer der Lübecker in der Schlacht bei Bornhöved (1227). Der Lübecker Staatsarchivar Carl Friedrich Wehrmann verwies dies in der ADB unter Berufung auf Wilhelm Brehmer in den Bereich der Sage: 

„Die dänische Besatzung zog aus Lübeck ab, nachdem König Waldemar’s Truppen unter Führung des Grafen Albert von Orlamünde von den verbündeten Fürsten 1225 bei Mölln geschlagen waren, und von Alexander S. war damals überhaupt noch nicht die Rede. Auch die Nachricht Detmar’s, daß er 1249 eine lübeckische Flotte gegen Stralsund geführt habe, ist unglaubwürdig.“

So liegt denn seine Bedeutung für die Stadt in einer der von Ernst Deecke Mitte des 19. Jahrhunderts zusammengestellten Lübschen Sagen begründet.